# Barcice Dolne
Barcice Dolne (prononciation : [barˈt͡ɕit͡sɛ ˈdɔlnɛ]) est une localité polonaise de la gmina de Stary Sącz, située dans le powiat de Nowy Sącz, dans la voïvodie de Petite-Pologne.